# Bitwig Studio
Bitwig Studio（ビットウィグ・スタジオ）は、Bitwig GmbHによって開発されたデジタル・オーディオ・ワークステーション (DAW) の機能を持つ音楽制作ソフトである。
日本では、Dirigent（銀座十字屋ディリゲント事業部）より発売されている。音楽やその他のオーディオの作成、録音、ミキシング、およびマスタリングに使用される。
macOSとWindows、Linuxで利用可能。

## 略歴
2009年にクレス・ヨハンソン、パブロ・サラ、ニコラス・アレン、フォルカー・シューマッハによってベルリンでBitwig GmbHが設立され、開発が開始された。同年、Abletonのインターナショナル・セールス・マネージャーの職を辞した後、2010年以降、プラシダス・シェルベルト（Placidus Schelbert）がCEOを務めている。
2022年、Bitwig GmbHは、新しいオーディオ・プラグイン・インターフェイス「CLAP」のメイン・スポンサーの1つとなった。